# Отело (град)
Вижте пояснителната страница за други значения на Отело.
Отело (на английски: Othello) е град в окръг Адамс, щата Вашингтон, САЩ. Отело е с население от 5847 жители (2000) и обща площ от 7,8 km². Намира се на 323 m надморска височина. ЗИП кодът му е 99327, 99332, 99344, а телефонният му код е 509.